# Imaarsivik
Imaarsivik [iˈmɑːsːivik] (nach alter Rechtschreibung Imârsivik; Tunumiisut Imaartsivi) ist eine wüst gefallene grönländische Siedlung im Distrikt Ammassalik in der Kommuneqarfik Sermersooq.

## Lage
Imaarsivik befindet sich auf einer gleichnamigen Insel zwischen dem Fjord Akerninnaap Oqqummut Kangertiva und der Meerenge Imartivik Paava. Die genaue Position auf der Insel ist unbekannt.

## Geschichte
Imaarsivik liegt bei Skjoldungen, gehört aber nicht zu den vier Siedlungen, die gemeinhin als Skjoldungen zusammengefasst werden. Der Wohnplatz wurde deutlich später besiedelt, nämlich 1955, als dort zehn Bewohner gezählt wurden. Im Folgejahr lebten 13 Menschen in Imaarsivik. Es ist unbekannt, ob Imaarsivik anschließend weiter bewohnt war. Spätestens 1964 war jedoch die ganze Umgebung wieder verlassen.